# Viljoejplateau
Het Viljoejplateau (Russisch: Вилюйское плато; Viljoejskoje plato) is een plateau in het oostelijk deel van het Midden-Siberisch Bergland, gelegen in het stroomgebied van de bovenloop van de Viljoej en haar zijrivieren de Marcha en de Olenka, in de Russische autonome republiek Jakoetië. Het plateau meet ongeveer 400 bij 200 kilometer en varieert in hoogte van 700 tot 900 meter (hoogste punt ligt op 962 meter). Het plateau bestaat uit vloedbasalt dat sills vormt in rotsmassa's uit het vroege Paleozoïcum. Het plateau is aan de toppen bedekt met toendra en op de hellingen groeit schaarse larikstaiga.